# Andreas Schröder
Andreas Schröder (n. 8 iulie 1960, Jena, RDG) este un luptător ce a reprezentat Republica Democrată Germană și Germania, medaliat olimpic. A participat la 2 ediții ale Jocurilor Olimpice (1988, 1992) în care a câștigat o medalie de bronz.